# الفويهات
الفويهات حي سكني ومنطقة تقع جنوب مدينة بنغازي الليبية، يحدها من الجنوب منطقة الهواري ومن الغرب منطقة طابلينو ومن الشرق منطقتي البركة وبوهديمة ومن الشمال منطقة الكيش.
و تنقسم إلى الفويهات الغربية والفويهات الشرقية. يغلب طابع المنازل ذات الطابقين أو الفلات على هذا الحي وتوجد به عدد من المقار الديبلوماسية والقنصليات الأجنبية العاملة في المدينة. تبدأ منطقة الفويهات مقسمة الي عدة أقسام بدأ من طابلينو إلى الرحبة إلى «شارع البيبسي» إلى بلعون إلى حي الحدائق.
قد يرجع سبب التسمية إلى «الفوهة» وهي حفرة في الأرض، حيث حفر إبان فترة الاستعمار الإيطالي آبار في هذه المنطقة لتزويد المدينة بالمياه.[بحاجة لمصدر]

## مؤسسات داخل نطاق الفويهات
- مركز بنغازي الطبي.
- مستشفى بنغازي للأطفال.
- الجامعة الليبية الدولية للعلوم الطبية.
- جامعة العرب الطبية.
- منتزه بنغازي، البوسكو
- المصرف الريفي.
- مركز الثقافة العام.

‌